# Katedrála Neposkvrněného Početí Panny Marie (Linec)
Mariendom nebo Nová katedrála či Katedrála Neposkvrněného Početí Panny Marie (německy Mariä-Empfängnis-Dom nebo Neuer Dom) je sídelní katedrála linecké diecéze v Linci, Rakousku.

## Historie
První plány započaly roku 1855 prostřednictvím biskupa Franze-Josefa Rudigiera. Základní kámen byl položen 1. května 1862, u té příležitosti bylo uvedeno dílo Antona Brucknera - slavnostní kantáta Preiset den Herrn.
V roce 1924 biskup Johannes Maria Gföllner vysvětil novou katedrálu zasvěcené Neposkvrněnému početí Panny Marie. Plány od stavebního mistra kolínské arcidiecéze byly tvořeny ve francouzském vysokém gotickém stylu.
Se svou kapacitou (20 000 osob), délkou (130 m) a plochou (5 170 m2) je Mariendom největším kostelem v Rakousku, nikoli však nejvyšším. Původní plány ohledně výšky věže nebyly povoleny, protože v tehdejším Rakousku-Uhersku nesměl být žádný kostel vyšší, než jižní věž svatoštěpánské katedrály ve Vídni. Se svými 135 m je tedy o 2 metry nižší, než tato věž.
Obzvláště pozoruhodné jsou okenní vitráže. Nejznámější je linecké okno, které znázorňuje historii tohoto města. Okna též obsahují rozličné portréty lidí, kteří sponzorovali tuto stavbu katedrály. Během druhé světové války byla nějaká okna, zejména na jižní straně, poškozena. Namísto obnovení těch původních, byla nahrazena moderním uměním. Též obdivuhodná je scéna narození v chrámové kryptě s figurami od německého sochaře Sebastiana Osterriedera a vystavené klenoty biskupa Rudigiera.

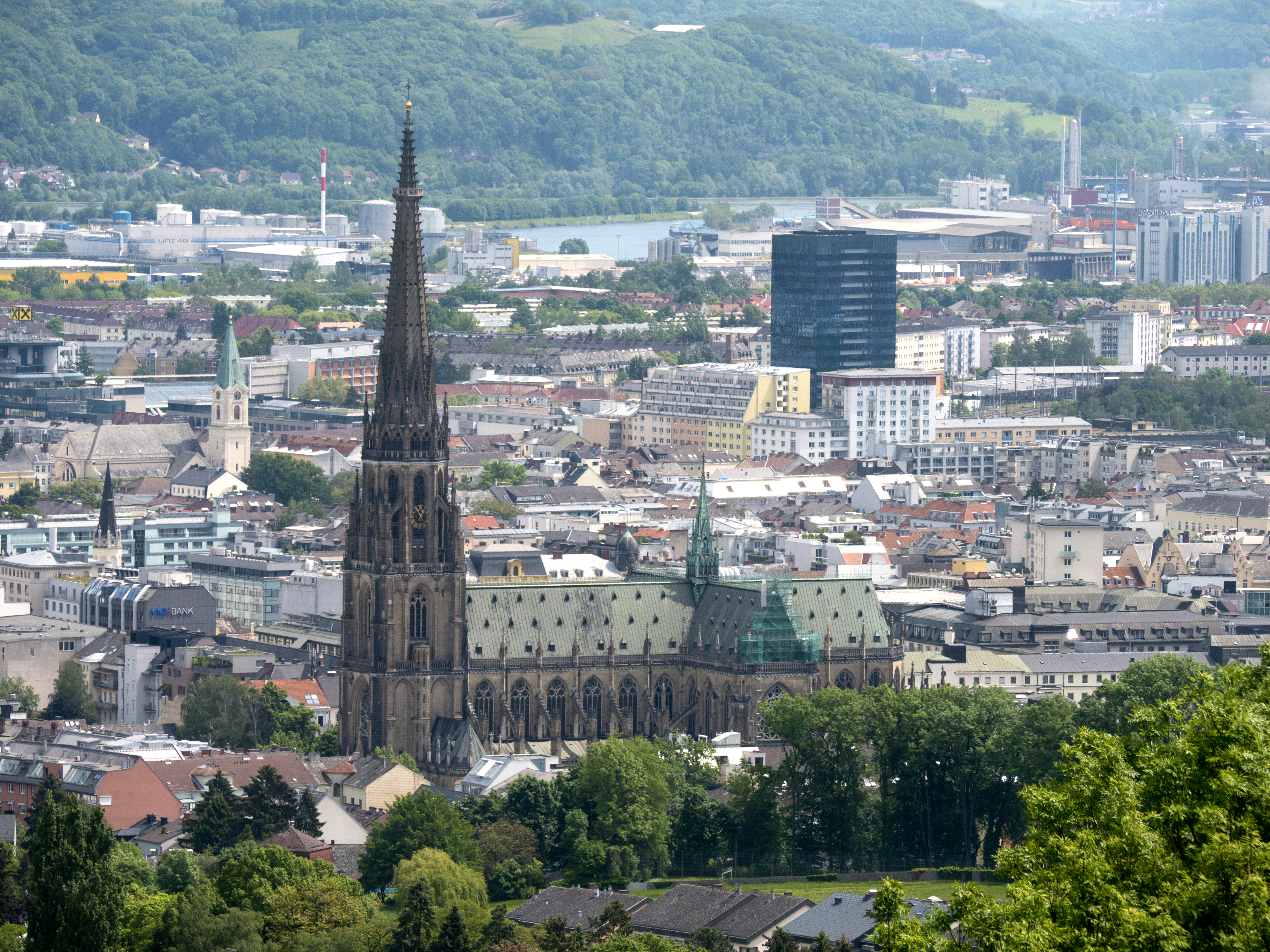
Katedrála Neposkvrněného Početí Panny Marie (Linec)

## Politika
V katedrále je umístěna dřevořezba na památku Engelberta Dollfusse; v říjnu 2006 k ní církev umístila destičku s nápisem distancujícím se od jeho politiky, což vyvolalo nevoli v řadách ÖVP.